# 9259 Janvanparadijs
9259 Janvanparadijs (2189 T-2) là một tiểu hành tinh vành đai chính.